# Veikko Kankkonen
Veikko Kankkonen   (Sotkamo, 5 de gener de 1940) és un saltador amb esquís finlandès, ja retirat, que destacà a la dècada del 1960.

## Carrera esportiva
En els Jocs Olímpics d'Hivern de 1960 realitzats a Squaw Valley (Estats Units) participà en la prova de salt amb esquís, on finalitzà 40è. Destacà en els Jocs Olímpics d'Hivern de 1964 realitzats a Innsbruck (Àustria), on aconseguí guanyar la medalla d'or en la prova de salt normal des d'un trampolí de 90 metres d'alçada, i la medalla de plata en la prova de salt llarg des del trampolí de 120 metres. En els Jocs Olímpics d'Hivern de 1968 realitzats a Grenoble (França) participà en les dues proves de salt amb esquís, finalitzant 17è en la prova de salt normal i 24è en el salt llarg.
Així mateix, al llarg de la seva carrera, aconseguí guanyar dues vegades el Torneig dels Quatre Trampolins en les edicions de 1963-1964 i 1965-1966.